# The Notorious B.I.G.
Christopher George Latore Wallace (21. květen 1972, Brooklyn, New York – 9. březen 1997, Los Angeles, Kalifornie), spíše známý jako The Notorious B.I.G. nebo jako Biggie, Big Poppa, Frank White či Biggie Smalls, byl americký rapper, čtyřikrát nominovaný na cenu Grammy. Jeho album Life After Death je jedním z mála hip-hopových alb, která získala certifikaci „diamantová deska“ za prodeje v USA.

## Dětství
Narodil se 21. května 1972 v nemocnici St. Mary's v newyorském Brooklynu. Se svou matkou žil ve čtvrti Clinton Hill, Brooklyn. Jeho matka, jamajského původu, Voletta Wallace, učila děti v předškolním věku. Jeho otec, George Letore, byl svářeč, ten opustil rodinu v roce 1974. Christopher získal základní vzdělání na škole Queen of All Saints Middle School. Ve škole exceloval a vyhrál několik soutěží o anglickém jazyku. Přezdívku „Big“ získal v dětství kvůli své tloušťce. Ve dvanácti letech začal prodávat drogy, což se jeho matka kvůli své pracovní vytíženosti, měla dvě zaměstnání, dozvěděla až po několika letech. Jeho matka ho přihlásila do římskokatolické střední školy Bishop Loughlin Memorial v Brooklynu, z které ovšem brzy odešel a nastoupil na technickou školu George Westinghouse, kde mimo něj studovali pozdější rappeři Jay-Z, DMX a Busta Rhymes. V sedmnácti letech byl ze školy vyloučen.
V roce 1989 byl zadržen za nelegální držení zbraně a odsouzen k pětileté podmínce. O rok později byl zadržen za porušení této podmínky. Roku 1991 byl odsouzen k devíti měsícům ve vězení za prodávání cracku.

## Hudební kariéra

### Raná kariéra (1992–1993)
Rapování se věnoval již od střední školy, kdy rapoval pro známé na ulici nebo vystupoval s lokálními undergroundovými skupinami jako byly The Old Gold Brothers a The Techniques.
Po návratu z vězení nahrál demo pod pseudonymem „Biggie Smalls“. Tuto demo nahrávku zpropagoval tehdejší známý DJ Mister Cee, který měl styky s editorem časopisu The Source. Roku 1992 byl zmíněn v rubrice „Unsigned Hype“, která se věnuje potenciálu nezávislých rapperů. Po této propagaci se demo nahrávka dostala i k producentovi a tehdejšímu vyhledávači talentů pro společnost Uptown Records Seanu Combsovi, který ho ihned upsal k Uptown. Po získání smlouvy se podílel na jedné písni tehdejšího Uptown umělce jménem Heavy D, z jeho alba Blue Funk (1993). Brzy poté byl Sean Combs vyhozen z Uptown Records a založil nový label nazvaný Bad Boy Records, kam nově upsal i Biggieho.
Ke konci roku 1993 dostal příležitost hostovat na remixu písně „Real Love“ od zpěvačky Mary J. Blige, zde poprvé použil pseudonym „The Notorious B.I.G.“, který mu vydržel po zbytek jeho života. Svou přezdívku si pozměnil, protože „Biggie Smalls“ již používal jiný hudební umělec. Ve stejném roce vytvořil další remixy písní od umělců Neneh Cherry a Super Cat. Jeho prvním vlastním singlem je píseň „Party and Bullshit“, která se objevila na soundtracku k filmu Who's the Man?. Roku 1994 pak účinkoval na remixu písně „Flava in Ya Ear“ od rappera Craig Macka.

### Ready to Die(1994)
Dva dny poté, co se oženil se zpěvačkou Faith Evans mu vychází první major singl, a to píseň „Juicy“ (1994). Píseň se umístila na 27. příčce hitparády Billboard Hot 100, 14. v Billboard Hot R&B/Hip-Hop Singles & Tracks, 3. v Billboard Hot Rap Singles a 72. v UK Singles Chart. Také získala ocenění zlatá deska od společnosti RIAA, ještě během téhož roku. Jeho debutové album Ready to Die bylo vydáno v září 1994. Debutovalo na 13. pozici žebříčku Billboard 200. Album se časem stalo 4x platinové. Podle hudebního časopisu Rolling Stone toto album znovu oživilo newyorskou hip hopovou scénu. Roku 1995 byly vydány další dva singly z alba, a to „Big Poppa“ a nejúspěšnější „One More Chance“ (ft. Faith Evans). Oba se staly platinovými.

### Junior M.A.F.I.A. (1995)
V srpnu 1995 představil světu skupinu Junior M.A.F.I.A. („Junior Masters At Finding Intelligent Attitudes“), když pomáhal vytvořit a posléze propagovat jejich debutové album Conspiracy. Skupina byla složena z jeho dřívějších přátel, členy např. byli Lil Cease nebo Lil Kim, která proslula především svou sólovou kariérou. Jejich album získalo ocenění zlatá deska, a to především díky singlům „Player's Anthem“ a „Get Money“, na kterých hostoval právě The Notorious B.I.G. Ve stejném roce spolupracoval s R&B umělci upsanými u Bad Boy Records na úspěšných písních „Only You“ od skupiny 112 a „Can't You See“ od skupiny Total. Také hostoval na písni Michaela Jacksona „This Time Around“ z jeho alba HIStory. Na konci roku byl vyhlášen nejprodávanějším sólo mužským umělcem a časopis The Source ho korunoval „králem New Yorku“, také získal spoustu ocenění na předávaní cen „The Source Hip-Hop Music Awards“.

### Spory s Tupacem a Death Row Records
Roku 1995 ho a Seana Combse obvinil rapper 2Pac, že mohou za jeho okradení, při napadení v manhattanském hudebním studiu z 30. listopadu 1994, kde všichni v oné době byli. 2Pac byl v roce 1995 ve vězení za sexuální napadení, po propuštění se upsal kalifornskému labelu Death Row Records a započal s ním po boku obchodní a hudební válku proti Bad Boy Records. Spor je znám jako „East Coast – West Coast hip hop rivalry“. V červnu 1996 2Pac vydal disstrack „Hit 'Em Up“, v kterém rapuje o tom, že spal s Faith Evans a že B.I.G. kopíruje jeho styl. Ve stejné době se v médiích objevila společná fotka 2Paca a Faith Evans. Biggie na tento disstrack nikdy neodpověděl. V září 1996 byl 2Pac v Las Vegas postřelen a na následky svých zranění zemřel. S 2Pacovou vraždou byl ihned spojován jak Biggie, tak Sean Combs. Oba ale doložili, že v inkriminovanou dobu byli v New Yorku.

### Life After Death(1997)
Při nahrávání svého druhého alba, které neslo pracovní název „Life After Death... 'Til Death Do Us Part“, měl autonehodu, při které si rozdrtil levou nohu, toto zranění ho na čas upoutalo na vozík a zapříčinilo, že později musel používat hůl. V roce 1997 dotočil své druhé album, jehož název se zkrátil jen na Life After Death, které bylo připravené k vydání v březnu 1997. Toho se již však nedožil, když podlehl 9. března 1997 zraněním z postřelení v Los Angeles, kde propagoval své nadcházející album. Life After Death bylo vydáno tedy až posmrtně. Album debutovalo na prvním místě žebříčku Billboard 200 s 690 000 prodanými kusy v první týden prodeje v USA. Za následující tři roky se alba prodalo pět milionů kusů a jelikož šlo o dvojalbum, získalo v roce 2000 certifikaci diamantová deska. Album obsahuje dva #1 hity, a to „Hypnotize“ a „Mo Money Mo Problems“ (ft. Mase & Puff Daddy), oba platinové.

### Posmrtně vydaná alba (1999–2007)
V prosinci 1999 bylo vydáno jeho posmrtné album Born Again, které debutovalo na prvním místě Billboard 200 a prodalo se ho přes dva miliony kusů jen v USA. O šest let později bylo vydáno jeho poslední album Duets: The Final Chapter, které doplnilo spousta hostů. To debutovalo na třetí pozici a získalo certifikaci platinová deska. Roku 2007 byla vydána výběrová kompilace Greatest Hits, které se prodalo okolo 600 000 kusů.

## Osobní život

### Rodina
Dne 8. srpna 1993 mu dlouholetá přítelkyně porodila dceru, kterou pojmenovali T'yanna. Kvůli tomu začal znovu prodávat drogy, aby uživil svou dceru, ale to jen do té doby, než se to dozvěděl Sean Combs, který mu to okamžitě rozmluvil.
Dne 4. srpna 1994 se po krátké známosti oženil s R&B zpěvačkou Faith Evans, která byla také upsána u Bad Boy Records. Potkali se na společném focení.
Dne 29. října 1996 mu Faith Evans porodila chlapce, kterému dali jméno Christopher „C.J.“ Jr. Ve stejné době s ním čekala dítě i Lil Kim, ale podstoupila interrupci.

### Problémy se zákonem
Mimo své přečiny z dob, kdy nebyl proslulý, měl problémy se zákonem i v době své slávy. Roku 1996 byl zadržen za napadení dvou svých fanoušků a poničení taxi vozu, ve kterém dotyční odjížděli. Za to byl odsouzen ke sto hodinám obecně prospěšných prací. Ve stejném roce byl znovu zadržen za držení zbraně a drog.
V lednu 1997 musel zaplatit 41 000 amerických dolarů za napadení koncertního promotéra, které se událo v roce 1995.

### Smrt
V únoru 1997 odcestoval do Kalifornie propagovat své nadcházející album Life After Death a natočit hudební klip k prvnímu singlu „Hypnotize“. 8. března 1997 se účastnil předávání cen Soul Train Music Award, někteří diváci na něj „bučeli“, což bylo zapříčiněno jeho spory se scénou západního pobřeží USA. Po předávání cen se účastnil afterparty pořádané časopisem Vibe. Dalšími hosty na party byli např. Faith Evans, Sean Combs, zpěvačka Aaliyah a další. Krátce po půlnoci byla afterparty rozpuštěna hasiči, protože byl klub přeplněn. Biggie se se svými přáteli vracel do hotelu ve dvou vozech značky Chevrolet Suburban. Seděl na sedadle spolujezdce, řídil Gregory „G-Money“ Young, vzadu seděli Lil' Cease a Damion „D-Roc“ Butler. Sean Combs jel ve druhém voze se třemi bodyguardy.
V 00:45 zastavili na semaforu, po levé straně k nim přijel vůz Chevrolet Impala černé barvy. Řidič vozu, podle svědků Afroameričan oblečený v modré barvě, stáhl okénko a několikrát vystřelil do vedlejšího vozu, Biggie byl zasažen čtyřmi kulkami ráže 9mm. Pachatel ihned odjel, jeho oblečení vedlo k domněnce, že vrahem byl člen gangu Crips, který je známý nošením modré barvy. Christopher „Biggie Smalls“ Wallace byl převezen do nemocnice Cedars-Sinai Medical Center, kde v 1:15 zemřel ve věku 24 let. Jeho vrah nebyl doposud vypátrán.

### Životopisný film
V roce 2009 byl o Christopherovi Wallaceovi natočen biografický film nazvaný „Notorious“. Jeho roli si zahrál rapper a herec Jamal Woolard. Film režíroval George Tillman Jr. Snímek produkovali Sean Combs, Voletta Wallace a další. Celkově vydělal okolo 43 milionů amerických dolarů.

## Diskografie
Studiová alba:
| Rok  | Album                                                                   | Nejvyšší umístění v hitparádě | Nejvyšší umístění v hitparádě | Nejvyšší umístění v hitparádě | Nejvyšší umístění v hitparádě | Nejvyšší umístění v hitparádě | Ocenění                                       |
| Rok  | Album                                                                   | US 200                        | US Hip-Hop                    | UK                            | CAN                           | NL                            | Ocenění                                       |
| ---- | ----------------------------------------------------------------------- | ----------------------------- | ----------------------------- | ----------------------------- | ----------------------------- | ----------------------------- | --------------------------------------------- |
| 1994 | Ready to Die - Vydáno: 13. září 1994 - Vydavatel: Bad Boy Records       | 13                            | 3                             | -                             | -                             | -                             | US: 4x platinové                              |
| 1997 | Life After Death - Vydáno: 27. březen 1997 - Vydavatel: Bad Boy Records | 1                             | 1                             | 20                            | 3                             | 16                            | US: diamantové UK: stříbrné CAN: 2x platinové |

Posmrtně vydané:
| Rok  | Album                                                                             | Nejvyšší umístění v hitparádě | Nejvyšší umístění v hitparádě | Nejvyšší umístění v hitparádě | Nejvyšší umístění v hitparádě | Nejvyšší umístění v hitparádě | Ocenění          |
| Rok  | Album                                                                             | US 200                        | US Hip-Hop                    | US Rap                        | UK                            | CAN                           | Ocenění          |
| ---- | --------------------------------------------------------------------------------- | ----------------------------- | ----------------------------- | ----------------------------- | ----------------------------- | ----------------------------- | ---------------- |
| 1999 | Born Again - Vydáno: 7. prosince 1999 - Vydavatel: Bad Boy Records                | 1                             | 1                             | *                             | 13                            | 14                            | US: 2x platinové |
| 2005 | Duets: The Final Chapter - Vydáno: 20. prosince 2005 - Vydavatel: Bad Boy Records | 3                             | 3                             | 1                             | 17                            | -                             | US: platinové    |

Kompilace:
| Rok  | Album                                                               | Nejvyšší umístění v hitparádě | Nejvyšší umístění v hitparádě | Nejvyšší umístění v hitparádě | Nejvyšší umístění v hitparádě | Nejvyšší umístění v hitparádě | Ocenění |
| Rok  | Album                                                               | US 200                        | US Hip-Hop                    | US Rap                        | AUS                           | CAN                           | Ocenění |
| ---- | ------------------------------------------------------------------- | ----------------------------- | ----------------------------- | ----------------------------- | ----------------------------- | ----------------------------- | ------- |
| 2007 | Greatest Hits - Vydáno: 6. března 2007 - Vydavatel: Bad Boy Records | 1                             | 1                             | 1                             | 100                           | 183                           | US: /   |

Soundtrack:
| Rok  | Album                                                           | Nejvyšší umístění v hitparádě | Nejvyšší umístění v hitparádě | Nejvyšší umístění v hitparádě | Nejvyšší umístění v hitparádě | Nejvyšší umístění v hitparádě | Ocenění |
| Rok  | Album                                                           | US 200                        | US Hip-Hop                    | US Rap                        | Sndtrk.                       | CAN                           | Ocenění |
| ---- | --------------------------------------------------------------- | ----------------------------- | ----------------------------- | ----------------------------- | ----------------------------- | ----------------------------- | ------- |
| 2009 | Notorious - Vydáno: 13. ledna 2009 - Vydavatel: Bad Boy Records | 4                             | 1                             | 1                             | 1                             | 18                            | US: /   |

### Úspěšné singly
| Rok  | Název písně                                                        | Pozice v mezinárodních žebříčcích | Pozice v mezinárodních žebříčcích | Pozice v mezinárodních žebříčcích | Pozice v mezinárodních žebříčcích | Pozice v mezinárodních žebříčcích | Vyznamenání              | Album                    |
| Rok  | Název písně                                                        | US 100                            | US R&B                            | US Rap                            | CAN                               | UK                                | Vyznamenání              | Album                    |
| ---- | ------------------------------------------------------------------ | --------------------------------- | --------------------------------- | --------------------------------- | --------------------------------- | --------------------------------- | ------------------------ | ------------------------ |
| 1994 | „Juicy“                                                            | 27                                | 14                                | 3                                 | -                                 | 72                                | US: zlaté                | Ready to Die             |
| 1995 | „Big Poppa“                                                        | 6                                 | 2                                 | 1                                 | 41                                | 63                                | US: platinové            | Ready to Die             |
| 1995 | „One More Chance / Stay With Me“ (ft. Faith Evans a Mary J. Blige) | 2                                 | 1                                 | 1                                 | -                                 | 34                                | US: platinové            | Ready to Die             |
| 1997 | „Hypnotize“                                                        | 1                                 | 1                                 | 1                                 | 3                                 | 10                                | US: platinové            | Life After Death         |
| 1997 | „Mo Money Mo Problems“ (ft. Mase & Puff Daddy)                     | 1                                 | 2                                 | 1                                 | 2                                 | 6                                 | US: platinové AUS: zlaté | Life After Death         |
| 1997 | „Sky's the Limit“ (ft. 112)                                        | 26                                | 31                                | 3                                 | 11                                | 35                                | US: zlaté                | Life After Death         |
| 2005 | „Nasty Girl“ (ft. Diddy, Nelly, Jagged Edge & Avery Storm)         | 43                                | 20                                | 9                                 | -                                 | 1                                 |                          | Duets: The Final Chapter |